# George Trumbull Miller
George Trumbull Miller (* 28. November 1943 in Edinburgh; † 18. Februar 2023 in Melbourne) war ein australischer Film- und Fernsehregisseur und Produzent, der sich im Abspann seiner Filme häufig nur George Miller nannte. Aufgrund seiner Namensgleichheit wird er häufig mit dem bekannteren George Miller verwechselt. Er versuchte sich deshalb für eine Weile durch die mittlere Initiale „T“ in seinem Namen zu unterscheiden. George Trumbull Miller blieb jedoch in Größenordnung und Erfolg seiner Filme im Schatten seines Namensvetters.
George Miller drehte viele Jahre lang Fernsehserien für das australische Fernsehen, bis er 1982 sein Kinodebüt mit Snowy River hatte. Es wurde sein größter Erfolg. Ein weiterer bekannterer Film als Regisseur war die Filmfortsetzung Die unendliche Geschichte II, die jedoch in der allgemeinen Kritik durchfiel. Es folgten kleine Hollywood-Kinofilme in der Kinder- und Familienunterhaltung wie z. B. André (1994) und Zeus und Roxanne (1997), immer zeitweise unterbrochen von einigen meist für das US-Fernsehen gedrehten Filmen. Zuletzt drehte George Miller ab Ende der 1990er Jahre ausschließlich für das Fernsehen. Seine letzte Regiearbeit unter seinem eigenen Namen wurde 2005 veröffentlicht. Für den von ihm inszenierten Film Prey aus dem Jahr 2009 wurde, nach einem Streit mit den Produzenten, das Pseudonym Oscar D'Roccster verwendet.
George Miller starb im Februar 2023 im Alter von 79 Jahren an einem Herzinfarkt.

## Filmografie (Auswahl)
Regie
- 1970–1973: Division 4 (Fernsehserie, 18 Folgen)
- 1970–1976: Homicide (Fernsehserie, 42 Folgen)
- 1971–1976: Matlock Police (Fernsehserie, 26 Folgen)
- 1975: Cash and Company (Fernsehserie, 3 Folgen)
- 1976–1977: Bluey (Fernsehserie, 11 Folgen)
- 1976: Die Sullivans (Fernsehserie)
- 1977: Young Ramsay (Fernsehserie, 6 Folgen)
- 1978: Against the Wind (Miniserie, 7 Folgen)
- 1980: The Last Outlaw (Miniserie, 4 Folgen)
- 1982: Der schwarze Bumerang (Miniserie, 4 Folgen)
- 1982: Snowy River (The Man from Snowy River)
- 1983: All the Rivers Run (Miniserie, 2 Folgen)
- 1983: Australien-Express (Five Mile Creek, Fernsehserie, eine Folge)
- 1985: Der Flieger (The Aviator)
- 1985: Anzacs (Mini-Serie, 5 Folgen)
- 1986: Highland Ranger (Cool Change)
- 1987: Les Patterson rettet die Welt (Les Patterson Saves the World)
- 1987: Der Rote Mond (Bushfire Moon)
- 1988: Badlands 2005 (Fernsehfilm)
- 1988: The Far Country (Fernsehfilm)
- 1988: Unter fremden Sternen (Goodbye, Miss 4th of July, Fernsehfilm)
- 1989: Ein Held mit kleinen Fehlern (Spooner, Fernsehfilm)
- 1990: Die unendliche Geschichte II – Auf der Suche nach Phantásien (The NeverEnding Story II: The Next Chapter)
- 1990: Ein Wunsch geht in Erfüllung (A Mom for Christmas, Fernsehfilm)
- 1991: Ein Weihnachtstraum (In the Nick of Time, Fernsehfilm)
- 1992: Mut zur Freiheit (Over the Hill)
- 1992: Baby von der Bank (Frozen Assets)
- 1993: Verführt – Schuldig oder nicht schuldig? (Gross Misconduct)
- 1994: André (Andre)
- 1995: Navy Action (Silver Strand, Fernsehfilm)
- 1995: Free Elli – Die Rettung des Elefantenbabys (The Great Elephant Escape)
- 1997: Zeus & Roxanne – Eine tierische Freundschaft (Zeus and Roxanne)
- 1997: Sturmflut – Inferno an der Küste (Tidal Wave: No Escape, Fernsehfilm)
- 1997: Robinson Crusoe
- 1998: Chaos auf vier Pfoten (In the Doghouse, Fernsehfilm)
- 1999: Tribe (Miniserie, 4 Folgen)
- 1999: Reise zum Mittelpunkt der Erde (Journey to the Center of the Earth, Miniserie, 2 Folgen)
- 2002: Cybermutt (Fernsehfilm)
- 2005: Angriff des Säbelzahntigers (Attack of the Sabretooth, Fernsehfilm)
- 2009: Prey – Outback Overkill (Prey, als Oscar D'Roccster)

Produktion
- 1980: Young Ramsay (Fernsehserie, 12 Folgen)
- 1998: Chaos auf vier Pfoten (In the Doghouse, Fernsehfilm)
- 1999: Reise zum Mittelpunkt der Erde (Journey to the Center of the Earth, Miniserie, 2 Folgen)